# Referendum w Mołdawii w 1994 roku
Referendum w Mołdawii w 1994 roku odbyło się 6 marca 1994 i dotyczyło sensu stricto niepodległości kraju. Frekwencja wyborcza wyniosła 75,1%, a więc głosowanie było prawnie wiążące.

## Organizacja referendum
Parlament Republiki Mołdawii na posiedzeniu w dniu 27 stycznia 1994 poddał pod głosowanie i ostatecznie przyjął propozycję ówczesnego prezydenta kraju Mircei Snegura o zorganizowaniu w dniu 27 lutego 1994 konsultacji społecznych w sprawie przeprowadzenia referendum na temat niepodległości Mołdawii.

## Głosowanie i wyniki
W referendum, które odbyło się 6 marca 1994 obywatele, mając do wyboru odpowiedzi TAK lub NIE, odpowiadali na pytanie:
- „Czy jesteś za rozwojem Mołdawii jako niepodległego państwa, integralnego i niepodległego w granicach z dnia proklamowania, uznanego przez ONZ, kierującego się zasadą obopólnie korzystnej współpracy ze wszystkimi państwami świata i gwarantującego prawa wszystkim obywatelom według norm międzynarodowych?”[1]

Przy frekwencji wyborczej na poziomie 75,1% pozytywnie na pytanie referendalne odpowiedziało 97,92 procent Mołdawian (według Walentego Baluka 95,4%). Głos przeciw oznaczał w tym wypadku wyrażenie chęci zjednoczenia Mołdawii z Rumunią.